# Liên hoan phim quốc tế Warszawa

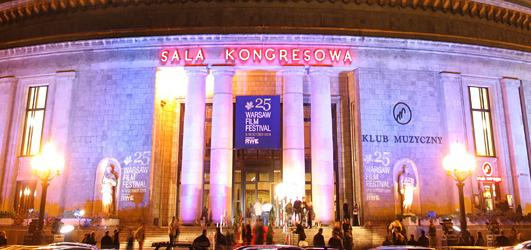
Liên hoan phim quốc tế Warsaw (2009)

Liên hoan phim quốc tế Warsaw (tiếng Ba Lan: Warszawski Międzynarodowy Festiwal Filmowy, tiếng Anh: Warsaw Film Festival hoặc Warsaw International Film Festival, viết tắt: WFF) là một liên hoan phim thường niên nổi tiếng ở Warsaw. Vào đầu tháng 10 hàng năm, Liên hoan này là nơi giới thiệu những bộ phim mới nhất thuộc mọi thể loại (bao gồm phim tài liệu) của thế giới, Châu Âu và Ba Lan.
Liên hoan phim bắt đầu với tên gọi Tuần lễ phim Warsaw được Roman Gutek sáng lập vào năm 1985.
Năm 2000, Liên hoan được FIAPF (Liên đoàn quốc tế các Hiệp hội các nhà sản xuất phim) công nhận và được đổi tên thành Liên hoan phim quốc tế Warsaw. Năm 2008, Liên hoan được FIAPF xếp hạng vào cùng nhóm với các liên hoan phim quốc tế khác (Canne), Berlin, Venice, Locarno, San Sebastian, Mar del Plata, Karlovy Vary, Montreal, Cairo, Moskva, Tokyo và Thượng Hải).
Liên hoan phim quốc tế Warsaw lần thứ 36 diễn ra từ ngày 09/10/2020 đến ngày 18/10/2020.

## Đơn vị giành chiến thắng
| Năm  | Giải thưởng | Tựa đề phim (gốc)                  | Đạo diễn             | Quốc gia                    |
| ---- | ----------- | ---------------------------------- | -------------------- | --------------------------- |
| 2002 | Grand Prix  | Edi                                | Piotr Trzaskalski    | Ba Lan                      |
| 2003 | Grand Prix  | С любовью, Лиля (S luboviu, Lilia) | Larisa Sadilova      | Nga                         |
| 2004 | Grand Prix  | شهر زیبا (Shahr-e Ziba)            | Asghar Farhadi       | Iran                        |
| 2005 | Grand Prix  | Oprosti za kung fu                 | Ognjen Sviličić      | Croatia                     |
| 2006 | Grand Prix  | Эйфория (Eyforia)                  | Ivan Vyrypaev        | Nga                         |
| 2007 | Grand Prix  | 夜行列车; pinyin: Yè háng lièchē   | Yi Nan Diao          | Trung Quốc/ Hồng Kông/ Pháp |
| 2008 | Grand Prix  | Юрьев день (Yurev Den)             | Kirill Serebrennikov | Nga / Đức                   |
| 2009 | Grand Prix  | Lourdes                            | Jessica Hausner      | Úc / Pháp / Đức             |
| 2010 | Grand Prix  | Incendies                          | Denis Villeneuve     | Canada                      |
| 2011 | Grand Prix  | Róża                               | Wojciech Smarzowski  | Ba Lan                      |
| 2012 | Grand Prix  | Tango Libre                        | Frédéric Fonteyne    | Bỉ/ Pháp/ Luxembourg        |
| 2013 | Grand Prix  | Ida                                | Paweł Pawlikowski    | Ba Lan                      |
| 2014 | Grand Prix  | 心迷宫; pinyin: Xīn mígōng         | Xin Yukun            | Trung Quốc                  |
| 2015 | Grand Prix  | Boi Neon                           | Gabriel Mascaro      | Brazil                      |
| 2016 | Grand Prix  | مالاریا (Malaria)                  | Parviz Shahbazi      | Iran                        |
| 2017 | Grand Prix  | 杀瓜; pinyin: Shā guā              | Zehao Gao            | Trung Quốc                  |
| 2018 | Grand Prix  | Delegacioni                        | Bujar Alimani        | Albania                     |
| 2019 | Grand Prix  | Shindisi                           | Dito Tsintsadze      | Gruzia                      |